# 日高里菜・大久保瑠美の「ALICE ORDER」ラジオーだー!
『日高里菜・大久保瑠美の「ALICE ORDER」ラジオーだー！』（ひだかりな・おおくぼるみのアリスオーダーラジオーだー）は、2016年1月2日から9月25日まで放送された文化放送によるアニラジ。パーソナリティは、声優の日高里菜と大久保瑠美。

## 概要
2016年に配信されていたスクウェア・エニックスによるスマートフォン向けゲームの『ALICE ORDER』の広告を兼ねて、スクウェア･エニックスの提供により放送された。番組では、『ALICE ORDER』の内容に関連する企画が実施された。

## 番組構成

### 『エジソン』箱番組時代
本番組は、はじめ、『A&G TRIBAL RADIO エジソン』の箱番組で、土曜日の22時代後半に放送されていた。（いわゆるエジソンスペースIV）。
1. 冒頭
オープニングテーマとともに、まずはじめにパーソナリティ二人による挨拶と短い会話が入った。

### 独立番組時代
4月になると、本番組は独立して日曜日の深夜に放送されることになった。なお、従来本番組が入っていた枠には同じパーソナリティの『スクエニ 第10BD開発局』が放送開始となった。
1. 冒頭
箱番組時代とほぼ同じだが、30分番組となったため会話が長くなった。番組独自の挨拶表現については、リスナーからのメールで募集されたものの、広く使われ定着したものはなく、箱番組時代から一貫して「みなさんこんばんは。『ALICE ORDER』○○役、○○です。」という挨拶が使われた。
2. ふつおた紹介
冒頭からの流れでメール紹介が入った。
3. コーナー2つ
後述の3つのコーナー（企画）のうち、1回につき2つが実施された。
4. お知らせ
スクウェア・エニックスから、『ALICE ORDER』に関するお知らせが放送された。特に新しい情報がない週も、前週と同じ放送をしたため、毎週実施された。
5. エンディング
オープニングと同じ主題歌を背景に、放送内容をふりかえる会話がされた。なお、本番組にはメールが読み上げられたリスナーに対する記念品がなかったため、他のアニラジ[1]のように最もよかったメールを選ぶ、ということはなされなかった。

## コーナー

### 『エジソン』箱番組時代
- 『ALICEORDER』予想ーだー!
『ALICEORDER』の舞台である2020年の様子を予想したリスナーからのメールを紹介する。
- 『ALICE ORDER』当てよーだー!
後述。

### 独立番組時代
- わたしには、あなたの未来が見える
『ALICE ORDER』では、超能力のつかえる少女たち（アリス）がメインに登場する。そこで、パーソナリティが、超能力の代わりに「未来予知ボックス」というリスナーから寄せられた単語の入った箱から単語を取り出し、その単語を利用して、別のリスナーの相談に「未来予知」をして答えるというコーナーであった。隔週で実施された。
- あまいはなし、ききたいの
『ALICE ORDER』に登場する恋愛小説が好きなキャラクター、グレイスパーカー（キャストは本番組のパーソナリティである日高里菜）にちなんで、リスナーから寄せられたあまい恋愛体験を紹介し、それについて２人が話し、最終的に日高里菜が「あまさ」を最大星6つで判定した。隔週で実施された。
- 『ALICE ORDER』当てよーだー!
リスナーから寄せられた個人的で論理的に答えを予測できないような問題に、パーソナリティが『ALICE ORDER』の超能力のつかえる少女たち（アリス）のように勘を駆使して答えるコーナー。毎週実施された。

## 終了とその後
『ALICE ORDER』が2016年9月を以てサービス終了になるのにあわせ、秋の番組改編によって消滅した。その後この時間帯には、本番組のあとにエジソンスペースIVに放送されていた同じパーソナリティの『スクエニ 第10BD開発局』が放送となった。